# Igor Talankin
Ígor Vasílievich Talankin (en ruso, И́горь Васи́льевич Тала́нкин) (Bogorodsk, actualmente Noguinsk, 3 de octubre de 1927 - Moscú, 24 de octubre de 2010) fue un guionista y director de cine ruso y soviético. Su película Seriozha (en) (1960, codirigida con Gueorgui Danelia) ganó el Globo de Cristal (el premio principal) en el Festival Internacional de Cine de Karlovy Vary, y Tchaikovsky (1969) fue nominada al Óscar a la mejor película de habla no inglesa.

## Trayectoria
Talankin estudió en la Escuela de Artes Escénicas de Aleksandr Glazunov, donde se licenció en 1950 y después realizó estudios de dirección en la clase de María Knébel y Alekséi Popov en la Instituto Ruso de Arte Teatral, (GuITIS) hasta 1955. Continuó sus estudios en los cursos superiores de guion y dirección en los estudios Mosfilm. En 1958, rodó en estos estudios Seriozha basado en el libro de Vera Panova, que obtuvo el primer premio en el Festival Internacional de Cine de Karlovy Vary en 1960. Su siguiente película Vstuplenie ganó el premio especial del Jurado del 24ª Mostra Internacional de Cine de Venecia en 1963. En 1964, ingresó en la Universidad Panrusa Guerásimov de Cinematografía (VGIK) como profesor. En 1969, rodó la película biográfica con Tchaikovsky y continuó con Výbor tseli, que es una biografía de Ígor Kurchátov. En 1974, se convirtió en profesor de realización de cine a la VGIK, donde tuvo, entre otros, como estudiantes, Karén Shajnazárov, Fiódor Bondarchuk, Pēteris Krilovs, Bajtiyor Judoynazárov, Pável Chujrái, Tigrán Keossaián, Ivan Ojlobystin, Mohamed Malas, Farjot Abduláiev.
Siguió rodando principalmente adaptaciones de obras literarias rusas, como El padre Sergio (Otéts Sergui) de Lev Tolstói, Lluvia de estrellas (Zvezdopad) de Víktor Astáfiev y Los demonios (Besy) de Fiódor Dostoyevski. En 1985, recibió el título honorífico de Artista del Pueblo de la URSS.
Murió el 24 de julio de 2010 en Moscú, y fue enterrado en el cementerio de Danílovskoie (distrito de Donskói).

## Filmografía
como director
- 1960 : Seriozha (Серёжа), codirigida con Gueorgui Danelia
- 1962 : Vstuplenie (Вступление)
- 1968 : Dnevnýie zviozdy (Дневные звёзды)
- 1969 : Tchaikovsky Чайковский
- 1974 : Výbor tseli (Выбор цели)
- 1978 : Otéts Sergui (Отец Сергий)
- 1981 : Zvezdopad (Звездопад)
- 1984 : Vremia ótdyja s subboty do ponedélnika] (Время отдыха с субботы до понедельника)
- 1988 : Osen, Chertánovo... (Осень, Чертаново…)
- 1992 : Besy (Бесы)
- 1999 : Nezrimy puteshéstvennik (Незримый путешественник)

como guionista
- 1960 : Seriozha (Серёжа),
- 1967 : Materínskoie pòlie (Материнское поле) de Guennadi Bazarov
- 1968 : Dnevnýie zviozdý (Дневные звёзды)
- 1969 : Tchaikovsky Чайковский
- 1974 : Výbor tseli (Выбор цели)
- 1978 : Otéts Sergui (Отец Сергий)
- 1981 : Zvezdopad (Звездопад)
- 1984 : Vremia ótdyja s subboty do ponedélnika (Время отдыха с субботы до понедельника)
- 1987 : Na isjode nochi (На исходе ночи) de Rodion Nahapetov
- 1988 : Osen, Chertánovo... (Осень, Чертаново…)
- 1992 : Besy (Бесы)
- 1999 : Nezrimy puteshéstvennik (Незримый путешественник)

Premios Óscar
| Año  | Categoría                          | Película    | Resultado |
| ---- | ---------------------------------- | ----------- | --------- |
| 1972 | Mejor película de habla no inglesa | Tchaikovsky | Nominado  |

Festival Internacional de Cine de Venecia
| Año  | Categoría                  | Película   | Resultado |
| ---- | -------------------------- | ---------- | --------- |
| 1963 | Premio especial del jurado | Vstuplenie | Ganador   |
| 1963 | Premio San Jorge           | Vstuplenie | Ganador   |

Festival Internacional de Cine de San Sebastián
| Año  | Categoría                   | Película    | Resultado |
| ---- | --------------------------- | ----------- | --------- |
| 1970 | Mención especial del Jurado | Tchaikovsky | Ganador   |